# EON Productions
La EON Productions è una casa cinematografica inglese, fondata a Londra nel 1961 da Albert Broccoli e Harry Saltzman
Nacque per produrre film dai romanzi di Ian Fleming, con protagonista la spia britannica James Bond, romanzi dei quali i due soci avevano acquistato separatamente i diritti. Da allora la EON ha prodotto tutti i film ufficiali su Bond, prima sotto la supervisione di Broccoli e poi della figlia Barbara e del figliastro Michael G. Wilson.